# Ollerup
Ollerup är en tätort i Svendborgs kommun i Region Syddanmark i Danmark. Tätorten har 1 560 invånare (2024). Den ligger på Fyn vid sjöarna Ollerup Sø och Hvidkilde Sø, cirka 3 kilometer öster om Vester Skerninge och cirka 7 kilometer väster om Svendborg.
I Ollerup finns bland annat Den frie Lærerskole. Fram till 2007 hörde Ollerup till Egebjergs kommun.